# کریستینا رومر
کریستینا رومر (انگلیسی: Christina Romer؛ زادهٔ ۲۵ دسامبر ۱۹۵۸) سیاست‌مدار، و رئیس پیشین شورای مشاوران اقتصادی ایالات متحده آمریکا بوده‌است.
وی همچنین برندهٔ جوایزی همچون کمک‌هزینه گوگنهایم شده‌است.